# Ging chaat goo si III: Chiu kup ging chaat
Ging chaat goo si III: Chiu kup ging chaat (em cantonês:   警察故事３超級警察; bra: Police Story 3: Supercop, ou Police Story 3 - Supercop; prt: Supercop, a Fúria do Relâmpago) é um filme honconguês de 1992, do gênero comédia de ação, dirigido por Stanley Tong.
É o terceiro filme da série Police Story estrelado por Chan.

## Sinopse
O detetive durão da polícia de Hong Kong, perito em artes marciais, infiltra-se em organização mafiosa para desmascarar seus chefões. É recrutado para uma missão para acabar com o tráfico de drogas internacional. Michelle Yeoh, é a sua parceira neste filme, juntos se disfarçam de bandidos para acabar com o narcotráfico em Hong Kong e nas selvas da Tailândia até a Malásia. O personagem de Jackie Chan foi apelidado de "Supercop" por seus colegas após exterminar com os bandidos nos dois primeiros filmes da série.